# Onesia sedlaceki
Onesia sedlaceki är en tvåvingeart som beskrevs av Kurashashi 1987. Onesia sedlaceki ingår i släktet Onesia och familjen spyflugor. Inga underarter finns listade i Catalogue of Life.